# منتخب التشيك تحت 18 سنة لهوكي الجليد للرجال
منتخب التشيك تحت 18 سنة لهوكي الجليد للرجال (بالتشيكية: Česká hokejová reprezentace do 18 let)‏ هو ممثل التشيك الرسمي في المنافسات الدولية في هوكي الجليد.